# Броніславув (Свентокшиське воєводство)
Броніславув (пол. Bronisławów) — село в Польщі, у гміні Тарлув Опатовського повіту Свентокшиського воєводства.
Населення — 84 особи (2011).
У 1975-1998 роках село належало до Тарнобжезького воєводства.

## Демографія
Демографічна структура на день 31 березня 2011 року:
|          | Загалом | Допрацездатний вік | Працездатний вік | Постпрацездатний вік |
| -------- | ------- | ------------------ | ---------------- | -------------------- |
| Чоловіки | 37      | 4                  | 27               | 6                    |
| Жінки    | 47      | 9                  | 20               | 18                   |
| Разом    | 84      | 13                 | 47               | 24                   |